# Stanisław Bugajski
Stanisław Bugajski (ur. 1863 w Zgierzu, zm. 1944 na Sachalinie) – działacz robotniczy i niepodległościowy, tkacz.
Od 1883 uczestniczył w zgierskiej organizacji robotniczej związanej z I Proletariatem. W 1885 został aresztowany w związku z nieudanym zamachem na carskiego agenta i przewieziony do Warszawy, gdzie otrzymał wyrok 6 lat katorgi. W 1887 dotarł na miejsce zesłania, po odbyciu wyroku w 1891 pozostał na Sachalinie. Po zakończeniu przymusowego osiedlenia w 1905 przeniósł się do sowieckiej części wyspy. Brał czynny udział w rewolucji październikowej.

## Literatura dodatkowa
- Leon Wasilewski: Bugajski Stanisław. W: Polski Słownik Biograficzny. T. 3: Brożek Jan – Chwalczewski Franciszek. Kraków: Polska Akademia Umiejętności – Skład Główny w Księgarniach Gebethnera i Wolffa, 1937, s. 107. Reprint: Zakład Narodowy im. Ossolińskich, Kraków 1989, ISBN 83-04-03291-0.